# Whitefield (condado de Coös)
Whitefield es un lugar designado por el censo ubicado en el condado de Coös, Nuevo Hampshire, Estados Unidos. Según el censo de 2020, tiene una población de 1460 habitantes.

## Geografía
Está ubicado en las coordenadas 44°22′17″N 71°36′36″O / 44.37139, -71.61000 (44.371308, -71.609953). Según la Oficina del Censo de los Estados Unidos, Whitefield tiene una superficie total de 4.13 km², correspondientes en su totalidad a tierra firme.

## Demografía
Según el censo de 2020, hay 1460 personas residiendo en Whitefield. La densidad de población es de 353.5 hab./km². El 93.6% de los habitantes son blancos, el 0.4% son afroamericanos, el 0.1% son amerindios, el 0.5% son asiáticos, el 0.2% son de otras razas y el 5.2% son de una mezcla de razas. Del total de la población, el 0.9% son hispanos o latinos de cualquier raza.